# Maggie (película de 2015)
Maggie es una película de drama estadounidense protagonizada por Arnold Schwarzenegger y Abigail Breslin, estrenada en 2015 en el Festival de Cine de Tribeca.

## Argumento
En un futuro cercano, el mundo se recupera de una pandemia zombi que ha mermado la población y casi destruido la civilización. Maggie es una adolescente que vive en el campo con su familia y que se ha escapado a la ciudad después de que la mordieran y fuera infectada. Apenas le quedan unas semanas. 
Wade, su padre, va en su busca y la encuentra internada en un hospital y convence a los médicos para que dejen llevársela a casa, bajo la condición de que cuando llegue el momento de la conversión, la lleve al centro de cuarentena. De regreso a casa, los hermanos pequeños de Maggie se marchan con su tía para no exponerse al peligro ni verse traumatizados cuando Maggie se convierta. 
Wade y su mujer Caroline intentan normalizar la situación con Maggie los pocos días que le quedan con ella, pero ésta se siente cada vez más alienada y una noche se escapa para encontrarse con sus antiguos amigos. Accidentalmente se rompe un dedo y al no sentir nada, se siente horrorizada y huye de vuelta a casa. De regreso, es atacada por sus vecinos convertidos, pero en el último momento, Wade aparece y acaba con ellos. 
El sheriff y su equipo acuden al lugar, exculpando de cualquier delito a Wade, pero advirtiéndole que deberá entregar pronto a Maggie para evitar ataques como ese. Wade descubre que sus vecinos se habían infectado al ocultar también a su hija infectada, ya que en los campos de cuarentena los infectados son tratados como animales. Wade decide que esperará hasta que Maggie se convierta y que él mismo la matará.  
En los días siguientes, Maggie va sufriendo pequeños brotes y ataques. Caroline no soporta más verla así y ante la convicción de Wade, se marcha con su hermana y sus otros hijos. El Sheriff trata de llevarse a Maggie por la fuerza, pero es repelido por Wade y éste tiene que estar continuamente de guardia, vigilando a Maggie por un lado y que no asalten la casa por otro. Extenuado, cae dormido finalmente. Maggie se convierte en ese momento y lo olisquea para morderle, pero recupera la consciencia por un instante y sube al tejado de su casa para lanzarse al vacío y suicidarse.

## Reparto principal
- Arnold Schwarzenegger: Wade Vogel
- Abigail Breslin: Maggie Vogel
- Joely Richardson: Caroline Vogel
- Douglas M. Griffin: Ray Pierce, Sheriff
- J. D. Evermore: Holt
- Rachel Whitman Groves: Bonnie
- Jodie Moore: Dr. Vern Kaplan
- Bryce Romero: Trent
- Raeden Greer: Allie
- David Cooper King: Woody Woodpecker.

## Curiosidades
- El papel de Maggie inicialmente iba a ser interpretado por Chloë Grace.[2]
- El guion fue premiado en los PAGE International Screenwritting Awards.[3]
- Crítica y público quedaron sorprendidos por la interpretación dramática de Schwarzenegger,[4] un registro nada habitual en el actor.